# Strýček z Ameriky
Strýček z Ameriky (ve slovenském originále Báčik z Ameriky) je opereta slovenského skladatele českého původu Ladislava Holoubka. Vznikla v roce 1940 na libreto Alexandra Vidnera a premiéru měla 26. října 1940 v Prešově v podání Slovenského lidového divadla. 

## Vznik, charakteristika a historie
Ladislav Holoubek byl sice původem Čech a pocházel z Prahy, ale se slovenským prostředím se plně identifikoval a nebyl přinucen je opustit ani po vzniku Slovenského státu; naopak v této době byla uvedena řada jeho děl. Bezprostředně po zániku Československá byla ve Slovenském národním divadle uvedena jeho operní prvotina Stella, v dalších letech následovaly Svítání a Touha. Vedle toho však napsal jednu operetu pro Slovenské lidové divadlo, soubor existující v letech 1939–1945 se základnou nejprve v Prešově a poté v městském divadle v Nitře, avšak hrající po celém Slovensku mimo Bratislavu. Operetu Strýček z Ameriky u Holoubka objednal ředitel tohoto divadla Fraňo Devinský; libreto k ní napsal skladatelův vrstevník Alexander Vidner, autor zejména rozhlasových komických her a skečů. Libreto plné typicky operetních záměn se točí kolem údajného bohatého strýčka z Ameriky, který má zachránit před úpadkem slovenskou statkářskou rodinu; strýčka hraje prostý venkovan Michal Rusnák, kterému se podaří alespoň dát dohromady dva zamilované páry, zatímco peněžní zápletka se vyřeší, když se nakonec objeví pravý strýček. Holoubkova hudba odpovídala tehdejším požadavkům na taneční hudbu – objevuje se zde například foxtrot, waltz, tango, ale jedno číslo má i folklórní charakter.
Premiéra se konala 26. října 1940 v Prešově, kde tehdy Slovenské lidové divadlo působilo (datum 19. března 1940, pocházející ze zápisků Fraňa Devinského, je zřejmě mylné). Inscenaci režíroval Ľubomír Smrčok, dirigoval František Schramm a choreografii vypracoval Bohumil Relský. Zatímco v jednotlivých rolích se vystřídala řada herců Slovenského lidového divadla – včetně skladatelovy manželky Alici Páričkové v roli Violy – titulní roli (falešného) strýčka z Ameriky si vyhradil oblíbený komik František Kabrheľ.
Strýček z Ameriky měl značný úspěch; divadlo ho označovalo za svou „nejúspěšnější hru sezóny“. Podle historičky slovenské operety Terézie Ursínyové „[t]ato veselá, téměř revuální opereta nalezla ohlas u prešovského obecenstva, které s uznáním kvitovalo dojemné milostné scény i vtipné obrazy a dialogy“. Slovenské lidové divadlo tuto operetu uvádělo i ve svých dalších působištích a hrálo ji ještě v únoru roku 1944. Z března téhož roku jsou i zprávy o nastudování ochotníků Slovenského červeného kříže v Lázeňském divadle v Piešťanech ve prospěch na frontě bojujících i raněných vojáků.
Strýček z Ameriky zůstal jedinou operetou Ladislava Holoubka, který se nadále věnoval pouze vážné hudbě. V rozhovoru k premiéře jeho opery Svítání, jež se konala několik měsíců po preiméře uvedené operety, vyslovil tento názor: „Operu píše skladatel nejméně rok. Do skladby musí vložit to nejlepší, co umí, protože opera je vrcholná forma skladatelského umění. Naproti tomu operetu může šikovný šlágrista, má-li vtipné libreto, napsat za týden, protože dnešní opereta se skládá z 12 – 15 písniček vedle sebe položených. Tedy skladatel se netrápí s nějakým komponováním jednolitého hudebního proudu. Stačí mu sentimentální nebo rozpustilá melodie, smyslná instrumentace a synkopický rytmus.“
Partitura i klavírní výtah Strýčka z Ameriky se ještě za Holoubkova života ztratily – pravděpodobně byly zničeny při bombardování a následném požáru Slovenského lidového divadla v Nitře ve dnech 26. až 29. března 1945 – a v Holoubkově pozůstalosti se zachovaly pouze náčrty některých čísel.

## Osoby a první obsazení
- Michal Rusnák, domnělý strýček z Ameriky – František Kabrheľ
- Karol Braniský – Tibor Havaš / Štefan Adamec / Alfréd Croitor
- Elvíra – Božena Muchová(-Jakabová) / Frída Bachletová
- Viola – Emília Václavíková / Alica Páričková
- Klára – Mária Svobodová
- Pett – Karol Ondrejkovič
- Ing. Ivan Vočerník – Leon Burgauer / František Hudek
- Agáta – Frída Bachletová / Božena Muchová(-Jakabová) / Irena Drtinová(-Pašková)
- Egon z Topoľova – Albert Vojtech Pagáč
- Sam Branko, pravý strýček z Ameriky – Juraj Paška / Alfréd Croitor
- Komorná – Aša Lehocká / Františka Kupcová
- Komorník – Jozef Staník
- První věřitel – Jozef Schwarz / Gejza Prieložný
- Druhý věřitel – Heinrich Hofstädter
- Třetí věřitel – Jozef Kurejš / Emil Prieložný
- Čtvrtý věřitel – František Hudek / František Grissa[6]